# Московское кольцо
ADM Raceway (также известна как трасса Мячково или автодром Москва) — комплекс по развитию технических видов спорта, расположенный в Раменском городском округе Московской области (по прямой — 13 км от МКАД и 31 км от центра, по Новорязанскому шоссе — 20 км от МКАД). Комплекс включает автодром, картодром, внедорожную зону и аэродром Мячково.
Автодром и трасса соответствует требованиям категории Grade 4 ФИА. Конфигурация трассы такова, что более 70 % дистанции можно наблюдать с главной трибуны, что выгодно отличает Мячково от аналогичных сооружений. На гоночной трассе проходят профессиональные соревнования по кольцевым гонкам, дрифту и картингу и любительские соревнования в режиме time-attack.
Автодром оборудован 24-ю стационарными техническими боксами (13 х 6 метров каждый), башней управления гонкой, системой хронометража My Laps, трибунами на 7000 мест.
Есть кафе, пресс-центр, гостиница и зелёная зона.
ADM Raceway используется не только для спортивных событий, но и для корпоративов, дилерских и клубных мероприятий: Porsche Club Russland, Mercury, Mazda Sport Cup, Land Rover and Jaguar race experience, тест-драйвы Ferrari, Alfa Romeo, Mercedes, BMW, Audi, Suzuki и т. п.
Асфальтовая конфигурация автодрома эксплуатируется с начала мая по конец октября. После наступления устойчивой морозной погоды начинается эксплуатация зимней конфигурации — зимний картинг и ледовые гонки.

## История
Территория аэродрома «Мячково» используется для автогонок с 2002 года. В 2005 году дорога была полностью перестроена, дополнена некоторыми зданиями и сооружениями, и в 2006 году введена в серию, после сноса «Невского Кольца» в Санкт-Петербурге, в течение нескольких месяцев была единственной профессиональной кольцевой трассой в России. В этом статусе «АДМ» оставался до 2007 года, когда в Красноярске ввели в строй «Красное кольцо». В 2006 году прокуратура возбудила уголовное дело в отношении ОАО «Мячковские авиационные услуги», во время проверки гражданского аэродрома Мячково комиссия обнаружила, что на его территории построен автодром, который в нескольких местах проходит через объекты федеральной собственности. Но несмотря на этот эпизод, автодром продолжил своё функционирование.
На автодроме проводились соревнования в статусе Чемпионатов и Кубков России в зачетных группах «Формула-1600», «Формула-3», «Формула Русь», «Лада Революшн», «Туринг», «Туринг Лайт», «Суперпродакшн», «Кубок Лада», «Кубок Лада Калина», «Национальный». С 2008 года автодром становится технической базой международного класса «Легендс», соревнования в котором проходят до 10 раз в год.
С 2009 года трасса используется для дрифта.
В 2010 году была проведена ещё одна реконструкция: расширена «шпилька» (самый медленный поворот трассы), вдоль старт-финишной прямой добавлен вираж для картинга, улучшено покрытие зимней конфигурации и восстановлены изношенные участки. Помимо Кубка России в классе «Легендс», в 2011 году проходили соревнования того же статуса в зачетных группах «Лада Гранта» и «Митджет».
1 июля 2018 года ADM Raceway вновь открылся после модернизации. Полностью обновлена гоночная трасса, построено здание картинг-центра, обновлено здание пит-билдинга. В 2018 году на ADM Raceway состоялся этап международной серии SMP Formula 4 NEZ Championship.

## Спортивные мероприятия сезона-2004
- 14-15.05.2004 1 этап RTCC Российская Туринговая гоночная серия
- 30-31.07.2004 4 этап RTCC Российская Туринговая гоночная серия
- 6-7.08.2004 5 этап RTCC Российская Туринговая гоночная серия

## Спортивные мероприятия сезона-2005
- 13-14.05.2005 1 этап RTCCРоссийская Туринговая гоночная серия
- 13-14 мая 2005 3 этап RTCC Российская Туринговая гоночная серия
- 16-17 сентября 2005 6 этап RTCC Российская Туринговая гоночная серия
- 23-24 сентября 2005 7 этап RTCC Российская Туринговая гоночная серия

## Спортивные мероприятия сезона-2006
- 5 августа 2006 5 этап RTCC Российская Туринговая гоночная серия

## Спортивные мероприятия сезона-2007
- 16-17 июня 2007 1 этап RTCC Российская Туринговая гоночная серия
- 30 июня −2 июля 2007 2 этап RTCC Российская Туринговая гоночная серия
- 21-22 июля 2007 3 этап RTCC Российская Туринговая гоночная серия
- 11-12 августа 2007 4 этап RTCC Российская Туринговая гоночная серия
- 01-02 сентября 2007 5 этап RTCC Российская Туринговая гоночная серия
- 15-16 сентября 2007 6 этап RTCC Российская Туринговая гоночная серия
- 29-30 сентября 2007 7 этап RTCC Российская Туринговая гоночная серия

## Спортивные мероприятия сезона-2011

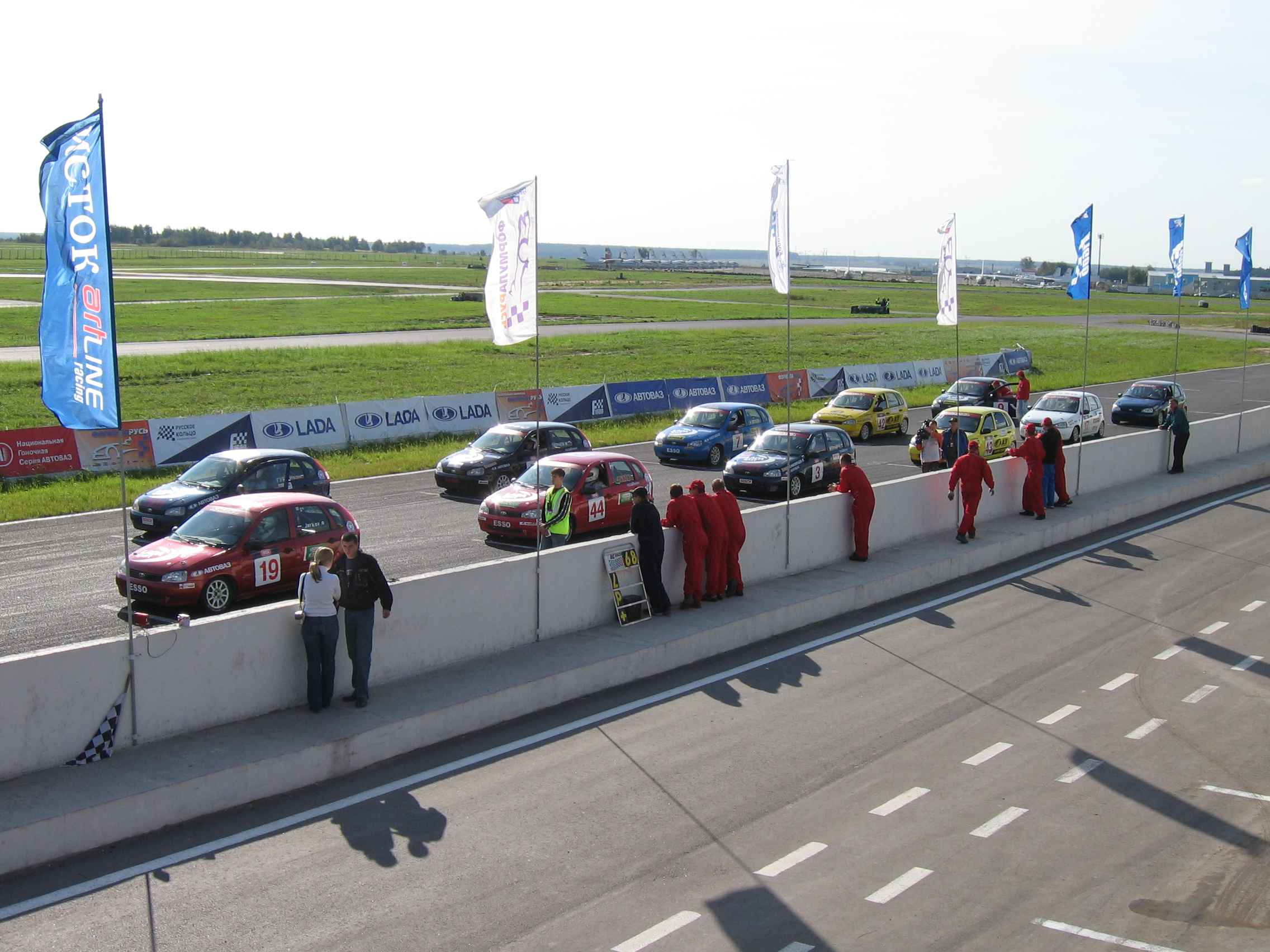
Стартовая прямая трассы

- 28-29 мая 2011 — 1-2 этап Legends Cup (по часовой)
- 28-29 мая 2011 — 1-2 этап Кубок Мегафон Mitjet
- 10-12 июня 2011 — внезачетный этап Кубок Lada Granta
- 11-12 июня 2011 — 3-4 этап Legends Cup (против часовой)
- 26-27 августа 2011 — 4 этап Кубок Lada Granta
- 27-28 августа 2011 — 9-10 этап Legends Cup (против часовой)
- 22-23 октября 2011 — 13-14 этап Legends Cup (по часовой)
- 22-23 октября 2011 — Кубок Мегафон Mitjet
- 22-23 октября 2011 — Супермото

## Спортивные мероприятия сезона-2012
1 июля 2012 — IV этап RRC

## Спортивные мероприятия сезона-2018
- 30 июня — 1 июля 2018 Трофей SMP Racing
- 12 августа 2018 Финальный этап Чемпионата Московской области по картингу
- 17-19 августа 2018 4 этап SMP Formula 4 NEZ Championship
- 17-19 августа 2018 4 этап Кубка России среди автомобилей Mitjet
- 17-19 августа 2018 Этап Legends Russian Series
- 15 сентября 2018 Кубок ФАС МО по картингу
- 22 сентября Кубок НАШЕго Радио по картингу
- 22 сентября Этап Legends Russian Series